# Astragalus filipes
Astragalus filipes es una  especie de planta herbácea perteneciente a la familia de las leguminosas. Se encuentra en Norteamérica.

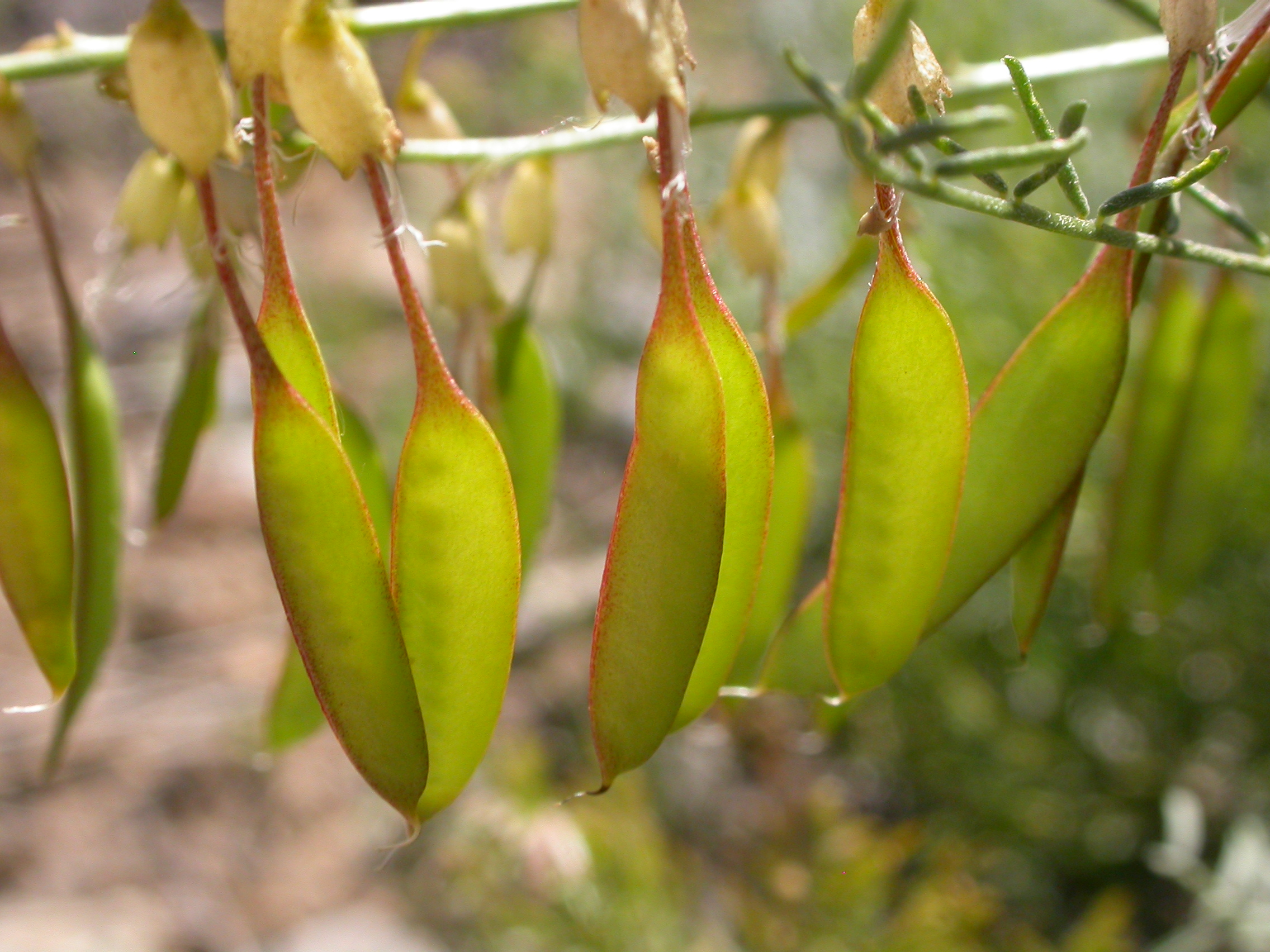
Frutos

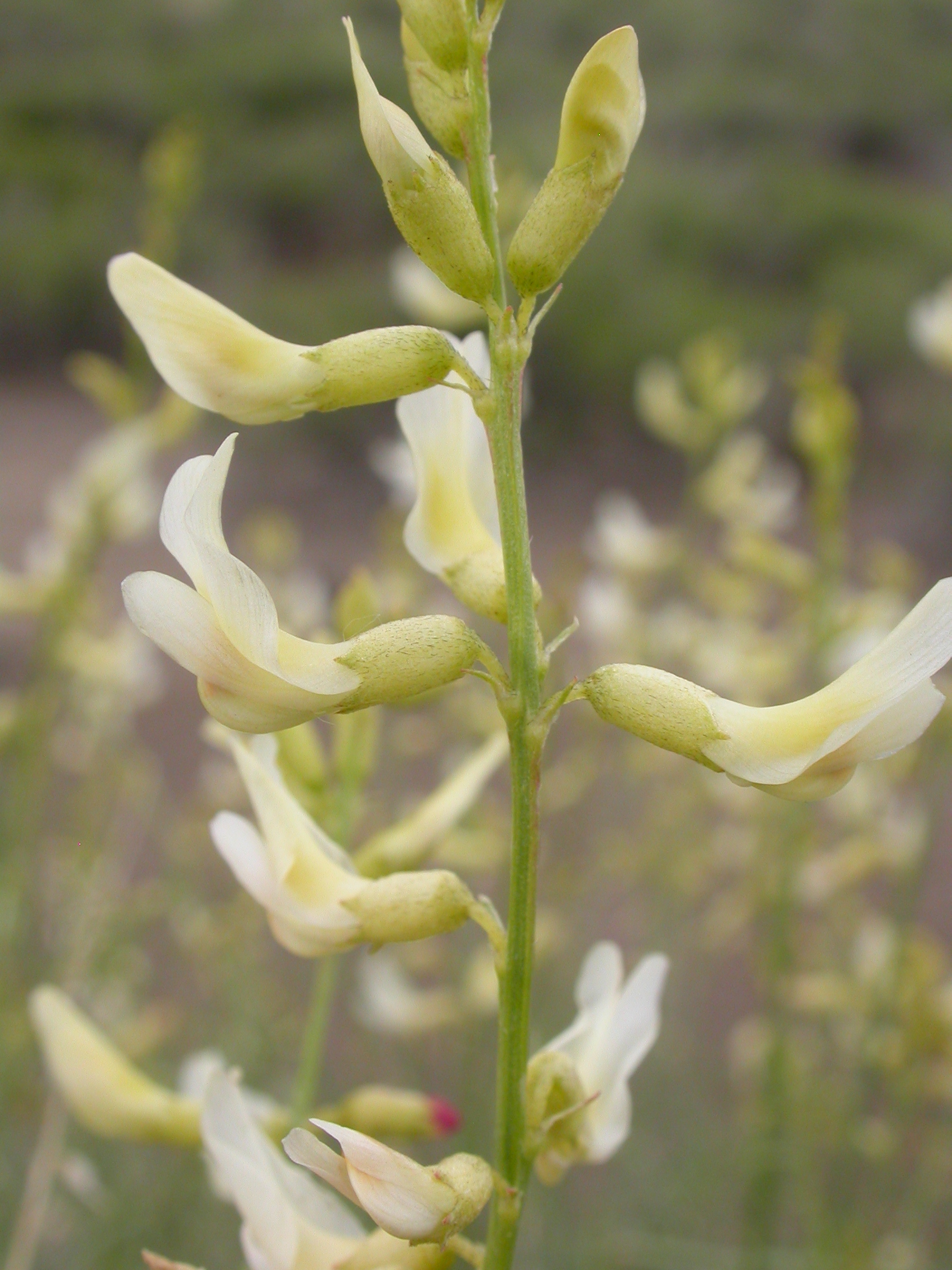
Inflorescencia

## Descripción
Es una planta perenne con baja densidad de hojas, ± glabras con los tallos agrupados, que alcanzan un tamaño de 30 a 90 cm de altura. La hojas de 2.5-12 cm de longitud, con estípulas fusionadas alrededor del tallo, la lámina como de papel con 5-23 foliolos, ± bien separados, de 3 - 25 mm , lineales o estrechamente oblongos. La inflorescencia con  4- 30 flores, con los pétalos ± amarillos, opaco blanco o amarillo pálido.

## Distribución y hábitat
Es una planta herbácea perennifolia que se distribuye por Norteamérica en Canadá, Estados Unidos y México.

## Taxonomía
Astragalus filipes fue descrita por  Asa Gray y publicado en Proceedings of the American Academy of Arts and Sciences 6: 226, en el año 1864.
Etimología
Astragalus: nombre genérico derivado del griego clásico άστράγαλος y luego del Latín astrăgălus aplicado ya en la antigüedad, entre otras cosas, a algunas plantas de la familia Fabaceae, debido a la forma cúbica de sus semillas parecidas a un hueso del pie.
filipes: epíteto latíno que significa  "esbelto".
Sinonimia
- Astragalus filipes var. residuus Jeps.
- Astragalus macgregorii (Rydb.) Tiderstr.
- Astragalus stenophyllus Torr. & A.Gray
- Astragalus stenophyllus var. filipes (A.Gray) Tiderstr.
- Astragalus stenophyllus var. residuus (Jeps.) Barneby
- Homalobus filipes (A.Gray) A.Heller
- Homalobus macgregorii Rydb.
- Homalobus stenophyllus (Torr. & A. Gray) Rydb.
- Phaca stenophylla (Torr. & A. Gray) Piper
- Tragacantha filipes (A.Gray) Kuntze
- Tragacantha stenophylla (Torr. & A. Gray) Kuntze[6]